# Богдо (Астраханская область)
Богдо́ — посёлок в Ахтубинском районе Астраханской области России. Входит в состав Сокрутовского сельсовета.

## География
Посёлок находится в северо-восточной части Астраханской области, на расстоянии примерно 55 километров (по прямой) к юго-востоку от города Ахтубинск, административного центра района. Абсолютная высота — 1 метр над уровнем моря.

Климат умеренный, резко континентальный. Характеризуется высокими температурами летом и низкими — зимой, малым количеством осадков, а также большими годовыми и летними суточными амплитудами температуры воздуха.

## История
В 1969 г. указом президиума ВС РСФСР поселок железнодорожной станции Богдо переименован в Богдо.

## Население
| 2002 | 2010 |
| ---- | ---- |
| 58   | ↘44  |

По данным Всероссийской переписи, в 2010 году численность населения посёлка составляла 44 человек (24 мужчины и 20 женщин).

## Транспорт
Посёлок расположен в непосредственной близости от станции Богдо Приволжской железной дороги.

## Улицы
Уличная сеть посёлка Богдо состоит из одной улицы (ул. Железнодорожная).